# Generalski Stol
 Generalski Stol  falu és község Horvátországban, Károlyváros megyében. Közigazgatásilag  Brcković Draga, Crno Kamanje, Dobrenići, Donje Bukovlje, Duga Gora, Erdelj, Goričice Dobranske, Gorinci, Gornje Bukovlje, Gornji Zvečaj, Gradišće, Jankovo Selište, Keići, Lipa, Lipov Pesak, Mateško Selo, Mrežnički Brest, Petrunići, Protulipa, Radočaji, Sarovo, Skukani, Tomašići és Trnovo települések tartoznak hozzá.

## Fekvése
Károlyvárostól 22 km-re délnyugatra, a Dobra és a Mrežnica folyók közén, a  Kulpamente és a Dinári-hegység között félúton fekszik.

## Története
A régészeti leletek tanúsága szerint a község területén ősidők óta élnek emberek. A vaskorban az illír őslakosság a japodák és kelták keveredéséből kialakult nép lakta ezt a területet. Az i. e. 1. században a rómaiak hódították meg és megalapították Illyricum provinciát. A római kor emlékei a településen talált lépcső és két oszlop maradványa, valamint egy napóra. Számos lelet maradt a Seniából (Zengg) Sisciába (Sziszek) vezető régi római út mentén is. A Nyugat-Római Birodalom bukása után a Illyricum provincia is felbomlott, településeit felégették és lerombolták. A horvátok a 7. században telepedtek meg ezen a vidéken, mely a középkorban az 1094-ben alapított zágrábi püspökséghez tartozott. Fejlődését elősegítette, hogy a tengerhez vezető fontos kereskedelmi út mellett feküdt. Különösen a lipai vásár volt jelentős, mely egészen a török korig nagy forgalmat bonyolított le és rendkívül jövedelmező volt. A török először 1408-ban hatolt be erre a területre és egészen Metlikáig pusztított. A  támadások nagy változást okoztak a környék falvainak lakosságában. Mivel a támadások során a falvak elpusztultak, lakosságuk pedig fogságba esett vagy elmenekült pótlásukra a Frangepánok más vidékekről népesítették be újra őket. Ők lettek a mai lakosság ősei, vezetékneveik mindmáig megtalálhatók az itt élők körében. A 16. század végén Károlyváros központtal létrehozták a katonai határőrvidéket, melynek Generalski Stol akkori területe is része lett. Ezen belül pedig 1609-től a Frangepánok bosiljevoi uradalmához tartozott. Ekkor választotta ki Frangepán II. Farkas Kristóf  a korábban Lipovacnak nevezett helyet egy igazságügyi székhely felállítására. Miután  a bécsi udvar 1671-ben kivégeztette az utolsó Frangepánt a terület a károlyvárosi erőd parancsnokának Herbertstein generálisnak a katonai igazgatása alá került. Ez alapján kapta a település mai nevét, mely magyarul szó szerint tábornoki asztalt jelent. Herbertstein miután felprédálta a Frangepánok javait azt is megpróbálta megakadályozni, hogy a bosiljevoi uradalom területe Erdődy Miklós horvát bán birtoka lehessen. Törekvései részben sikerültek, hiszen ugyan az uradalom Erdődyé lett, de annak területe csak a Dobra folyóig terjedt, míg az attól keletre eső rész katonai közigazgatás alatt maradt. Ez az állapot egészen 1881-ig fennmaradt, amikor Ferenc József visszacsatolta a horvát közigazgatáshoz. Csak ezután kezdődhetett el az addig elmaradott terület benépesülése és fejlődése. A település életében döntő változást jelentett a Károlyváros-Fiume vasútvonal 1873-as átadása, mely az eddig elszigetelt hegyi falut bekapcsolta az ország vérkeringésébe. 1913-ban a MÁV kezelésében lévő vonalon Generalski Stol és Tounj között vonatbaleset történt, melyben 6 ember életét vesztette. A baleset emberi mulasztásból történt: a MÁV által használt magyar szolgálati nyelvet ugyanis a helyi horvát alkalmazottak csak felszínesen értették.
A településnek 1857-ben 297, 1910-ben 471 lakosa volt. Trianon előtt Modrus-Fiume vármegye Ogulini járásához tartozott. A honvédő háború során területe ismét harcok helyszíne volt. Keleti részei megszállás alá kerültek, míg nyugati részét állandóan támadták a szerb erők. A becsapódó gránátoknak és a különböző katonai akcióknak sok civil esett áldozatául. Az önálló horvát állam megalakulása után Duga Resa periférikus vonzáskörzetéhez tartozik. 2011-ben a falunak 587, a községnek összesen 2642 lakosa volt.

## Lakosság
| Lakosság változása | Lakosság változása | Lakosság változása | Lakosság változása | Lakosság változása | Lakosság változása | Lakosság változása | Lakosság változása | Lakosság változása | Lakosság változása | Lakosság változása | Lakosság változása | Lakosság változása | Lakosság változása | Lakosság változása | Lakosság változása |
| ------------------ | ------------------ | ------------------ | ------------------ | ------------------ | ------------------ | ------------------ | ------------------ | ------------------ | ------------------ | ------------------ | ------------------ | ------------------ | ------------------ | ------------------ | ------------------ |
| 1857               | 1869               | 1880               | 1890               | 1900               | 1910               | 1921               | 1931               | 1948               | 1953               | 1961               | 1971               | 1981               | 1991               | 2001               | 2011               |
| 297                | 348                | 411                | 423                | 469                | 471                | 421                | 496                | 475                | 556                | 582                | 689                | 696                | 712                | 650                | 587                |

## Nevezetességei
- Páduai Szent Antal tiszteletére szentelt plébániatemploma[5] 1829-ben épült. A település központjában egy kiemelkedő részen, hársfák között áll. Egyhajós épület, félköríves szentéllyel. Négyszögletes harangtornya a homlokzat felett magasodik. Itt található a bejárat is. Főoltárán Páduai Szent Antal szobra mellett kétoldalt Szent Péter és Pál apostolok szobrai. Mellékoltárai a Szűzanya és Jézus Szíve tiszteletére vannak szentelve. Szószéke mellett kő keresztelőmedence áll. A bejárat mellett Szent József szobra és Remete Szent Antal képe látható. A templom alatt egy régebbi építésű kápolna található az első horvát szent Nikola Tavelić képével. Építési ideje nem ismert.
- Védett építészeti emlék a Globornica-patakon épített kőhíd.[6] A híd a "Jozefina", a "Karolina" és a "Lujzijana" történelmi utakat összekötő összekötő út részeként, egy régebbi fahíd helyén épült a 19. század utolsó negyedében. Három, félköríves kivitelű íves nyílással rendelkezik, egyenlőtlen fesztávolsággal. A híd sajátos alaprajzú, elnyúlt "S" alakú, felépítését és kialakítását a Globornica medre határozta meg. Egyedülálló és jelentős példája a horvátországi kőhídépítésnek.
- Római emlékei  a település központjában található római lépcső és oszloptöredékek, valamint egy napóra.